# Mediologie
Der Ausdruck Mediologie ist eine vor allem in Frankreich entwickelte Wissenschaftstheorie, die interdisziplinär die wissenschaftliche Auseinandersetzung mit den historischen Bedingungen, den sozialen und kulturellen Wirkungen der Massenmedien innerhalb der Kultur untersuchen will. Ihre Gründer und Vertreter – u. a. Régis Debray – verstehen sie ausdrücklich nicht als Medientheorie. In Deutschland zeigen sich zahlreiche Parallelen zu einer geisteswissenschaftlich ausgerichteten Medienwissenschaft, zur New Film History oder einer materialistisch argumentierenden Kulturwissenschaft.
Mediologie stellt eine interdisziplinäre Vorgehensweise vor, die sich mit der Medialität von Kultur beschäftigt oder genauer gesagt mit den verschiedenen Vermittlungsformen von Kultur. Die Mediologie definiert sich nicht durch den Gegenstand „Medien“, sondern durch ihre Methode. Das Wort „Medio “steht nicht für Medium, sondern bezeichnet ein Ensemble von technisch und sozial bestimmten Mitteln der symbolischen Übermittlung. Als Analysemethoden schlägt die Mediologie die Untersuchung der komplexen Korrelation zwischen einem symbolischen Körper (z. B. einer ästhetischen Form), einer Form der kollektiven Organisation (z. B. einem Wirtschaftssystem) und einem technischen System der Kommunikation vor. Damit konzentriert sich die Mediologie nicht auf einzelne Aspekte von Medien, sondern auf den Zusammenhang von Medientechnik, Medienorganisation und Medienästhetik und somit auch auf deren Wirkungskraft oder Macht.

„Wenn der Mediologe auf jemanden trifft, der mit dem Finger auf den Mond zeigt, dann betrachtet er nicht den Mond, sondern den Finger und die Geste des Zeigens.“

Im deutschsprachigen Raum wurde Mediologie lange Zeit nur vereinzelt rezipiert von Autoren wie Lorenz Engell, Frank Hartmann, Torsten Meyer, Peter Sloterdijk, Joseph Vogl, Thomas Weber und einigen anderen.
In der Schweiz wurde am 1. Januar 2018 das interdisziplinäre Zentrum für Historische Mediologie gegründet, das die Forschungsaktivitäten des Nationalen Forschungsschwerpunkts ›Medienwandel – Medienwechsel – Medienwissen. Historische Perspektiven / NCCR Mediality. Historical Perspectives‹ weiterführt. Hier werden Medien und ihre Wirkung untersucht, die lang vor Beginn der heutigen eher technologisch orientierten Betrachtung von Medien bewusst eingesetzt wurden.